# Elizabeth Rona
Elizabeth Rona (geboren 20. März 1890 in Budapest, Österreich-Ungarn; gestorben 27. Juli 1981 in Oak Ridge, TN, USA) war eine ungarisch-US-amerikanische Chemikerin und Kernphysikerin. Sie war mit Kasimir Fajans, George de Hevesy und Friedrich Adolf Paneth an der Entdeckung der radioaktiven Tracer beteiligt und hat diesen Ausdruck geprägt. Elizabeth Rona emigrierte 1941 in die USA, wo sie u. a. Polonium-210 für das Manhattan-Projekt herstellte. Nach dem Zweiten Weltkrieg unterrichtete sie am Oak Ridge Institute of Nuclear Studies und am Institute of Marine Sciences der Universität Miami.

## Leben und Arbeit
Elizabeth Rona war die Tochter des ungarischen Arztes Samuel Rona und seiner Frau Ida, geborene Mahler. Ihr Vater beschäftigte sich, angeregt durch französische Ärzte, mit der damals noch neuen Radiumtherapie bei Hautkrankheiten. Es wird vermutet, dass das naturwissenschaftliche Interesse des Vaters zu ihrer Entscheidung beitrug, Chemie und Physik zu studieren. Sie begann ihr Studium 1909 an der Universität Budapest und wurde 1916 (oder 1912, 1911) mit einer Arbeit über Brom und die monohydrischen aliphatischen Alkohole promoviert.

### Erste eigene Forschung
Nach Abschluss des Studiums ging Elizabeth Rona an die Technische Hochschule Karlsruhe zu Georg Bredig, der damaligen Größe auf dem Gebiet der physikalischen Chemie. In Karlsruhe wurde sie vom polnischen Physiker Kasimir Fajans, der gerade die Entdeckung der Pliaden (später von F. Soddy in Isotope umbenannt) bekannt gab, in die Erforschung der Radioaktivität eingeführt. Nach acht Monaten kehrte sie zurück an das Chemische Institut in Budapest und veröffentlichte ihre erste wissenschaftliche Arbeit, die sich mit der Diffusionskonstante von Radon in Wasser beschäftigt. George de Hevesy, der vom Institut für Radiumforschung aus Wien zurückgekehrt war und mit Fritz Paneth an einer Markierungsmethode mit radioaktiven Stoffen zum Nachweis chemischer Reaktionen arbeitete, war erfreut, in Rona eine Mitarbeiterin zu finden, die sich mit radiochemischen Techniken auskannte. Sie erhielt die Aufgabe, zu prüfen, ob das von G. N. Antonoff entdeckte Element UY (heute Th-231), das von Frederick Soddy und A. Flecks nicht nachgewiesen werden konnte, existiert. Sie konnte die Existenz des UY verifizieren und Otto Hahn und F. Soddy bestätigten später ihre Ergebnisse. Bei Diskussionen während ihrer Zusammenarbeit mit Hevesy prägte Elizabeth Rona den Begriffe „Tracer“. Nachdem Hevesy wieder nach Wien gegangen war, unterrichtete Rona Chemie an der Medizinischen Fakultät der Budapester Universität. Sie war die erste Frau, die in Ungarn an einer Universität Chemie unterrichtete.

### Kaiser-Wilhelm-Institut, Berlin und Institut für Radiumforschung, Wien
1919 holte sie Otto Hahn mit einem Stipendium an das Kaiser-Wilhelm-Institut für Chemie nach Berlin-Dahlem. Dort war sie mit der Aufgabe betraut, Thorium-230 aus Uranerzen zu separieren. Nach ihrer Rückkehr nach Ungarn arbeitete sie zunächst in der Textilindustrie, bis ihr von Stefan Meyer eine Stelle als wissenschaftliche Mitarbeiterin am Wiener Institut für Radiumforschung angeboten wurde. Hier arbeitete sie in der Kernzertrümmerungs-Gruppe um den schwedischen Physiker und Ozeanographen 
Hans Pettersson (1888–1966). Ronas Hauptaufgabe war die Herstellung von Plutoniumpräparaten, weshalb sie 1926 zunächst an das Institut Curie in Paris ging, um von Irène Curie die Plutoniumseparation zu erlernen. Am Wiener Radiuminstitut befasste sie sich auch mit der Ionisation durch H-Strahlen, Polonium als Strahlenquelle und der Alpha-Strahlung der Actiniumfolgeprodukte. Für Hans Petterson sollte sie auch Proben von Ozeansedimenten auf ihren Gehalt an Radium untersuchen. Da der Radium-Background  des Radiuminstituts für diese Untersuchungen zu hoch war, reiste sie die folgenden zwölf Jahre jeden Sommer nach Schweden, um in der Ozeanographischen Station in Bornö die Untersuchungen durchzuführen. 1933 erhielt sie zusammen mit Berta Karlik den Haitinger-Preis der Österreichischen Akademie der Wissenschaft. Nach dem Anschluss Österreichs an das nationalsozialistische Deutschland 1938 musste die Jüdin Rona das Land verlassen. Sie kehrte zunächst zurück nach Budapest und ging dann aber nach Schweden, um ihre Erforschung der Sedimente abzuschließen. Kurzzeitig erhielt sie eine Anstellung bei Ellen Gleditsch in Oslo. Nach einem letzten Besuch in Budapest verließ sie Europa 1941 für immer und emigrierte in die USA.

### Emigration
Es gelang Elizabeth Rona, eine Anstellung als Chemielehrerin am Trinity College in Washington D.C. zu bekommen. Nebenbei konnte sie am dortigen Geophysical Institute des Carnegie Instituts Untersuchungen zum Urangehalt von Meerwasser durchführen. Während des Zweiten  Weltkriegs war sie vorübergehend in Rochester, NY, wo ihre am Curie-Institute erworbenen Kenntnisse der Herstellung von Po-210 und Pb-210 für das Manhattan-Projekt gefragt waren. Nachdem Elizabeth Rona das Argonne National Laboratory in Chicago, in dem sie von 1947 bis 1950 gearbeitet hatte, verlassen hatte, unterrichtete sie am Oak Ridge Institute of Nuclear Studies post-graduate-Studenten in Theorie und Methoden der Kernphysik. Als sie nach 15 Jahren in den Ruhestand verabschiedet wurde, widmete sie sich wieder ihren früheren Interessen und datierte marine Sedimente mittels der Thorium-230-/Protactinium-231-Methode. Gelegenheit dazu erhielt sie durch die Vermittlung von Fritz Koczy, einem früheren Mitarbeiter von Petterson in Göteborg, und Karl Przibram (Radiuminstitut Wien), der inzwischen im Institute of Marine Science der Universität Miami arbeitete. 1970 wurde Rona Professorin für Chemie an der Universität Miami, Florida, kehrte aber nach ihrer Emeritierung 1976 zurück nach Oak Ridge, TN. Da sie nie besonders mitteilsam war, wenn es um ihre Person ging, überredeten sie Freunde, ihre Biographie zu schreiben. Was dabei entstand, ist eine kurze Geschichte der Radiotracer-Methode, deren Protagonisten ihre Weggefährten waren und an der auch sie mitgewirkt hatte.
Elizabeth Rona erreichte das für Kernphysiker ihrer Generation sehr hohe Alter von 91 Jahren. Sie scheint sich schon immer der Gefahr des Umgangs mit radioaktiven Substanzen bewusst gewesen zu sein, denn sie bat Stefan Meyer in den 20er Jahren um die Anschaffung von Gasmasken für die Arbeit. Als er sie auslachte, kaufte sie sich selbst zwei Gasmasken. Diese Anekdote zeigt die damalige Naivität, selbst der erfahrensten Forscher, bezüglich der Gefahren der radioaktiven Strahlung.